# 武公 (魯)
武公（ぶこう、生年不詳 - 紀元前816年）は、魯の第9代君主。名は敖。真公の弟で、真公の後を受けて魯国の君主となった。在位9年。
武公9年の春、武公は長子の姫括や末子の姫戯とともに周の宣王の朝見を受けた。宣王は姫戯のことを気に入り、姫戯を魯国の太子に立てようとした。周の樊仲山父が諫めたが宣王は聞き入れず、姫戯を魯国の太子に冊立した。夏、武公はふたりの子とともに帰国し、まもなく世を去った。

## 家庭
父親
- 献公姫具

兄
- 真公姫濞

子
- 姫括
- 懿公姫戯
- 孝公姫称

## 紀年
| 魯武公 | 元年    | 2年     | 3年     | 4年     | 5年     | 6年     | 7年     | 8年     | 9年     |
| ------ | ------- | ------- | ------- | ------- | ------- | ------- | ------- | ------- | ------- |
| 西暦   | 前824年 | 前823年 | 前822年 | 前821年 | 前820年 | 前819年 | 前818年 | 前817年 | 前816年 |
| 干支   | 丁丑    | 戊寅    | 己卯    | 庚辰    | 辛巳    | 壬午    | 癸未    | 甲申    | 乙酉    |